# Rubinho
Rubinho, właśc. Rubens Fernando Moedim (ur. 4 sierpnia 1983 w São Paulo) – piłkarz brazylijski, bramkarz klubu Avaí FC. Brat Zé Eliasa.